# Harald Sund
Harald Thorbjørn Sund, født 16. februar 1876 i Gildeskål i Nordland, død 9. april 1940 i Oslo, var en norsk arkitekt, der etablerede arkitektfirma i Kristiania(Oslo) i 1914 sammen med kollegaen August Nielsen. Inden da havde han boet en periode i England, hvor han virkede både som arkitekt og som billedkunstner. Han var aktiv som arkitekt frem til sin død i 1940.

## Uddannelse og udlandsophold
Harald Sund tog arkitekteksamen fra Trondheim tekniske læreanstalt i 1897, og samme år rejste han til England, hvor han blev indskrevet på City and Guilds of London Art School. Han foretog rejser til Frankrig, Belgien og Italien, og blev benyttet som illustrator til rejsebøger. Hans tegninger og malerier kan ses i A. H. Hyatt: The Charm of Venice fra 1912 og Edvard Hutton: Ravenna. A Study fra 1913. Tre af illustrationerne blev optaget på Royal Academy of Arts udstilling i London 1911. Det drejede sig om Interior of San Vitale, Ravenna, Interior of San Giovanni Evangelista, Ravenna og San Simone Piccolo, Venezia.

## Virke i Norge
I 1914 vendte Sund tilbage til Norge, hvor han i kompagniskab med kollegaen August Nielsen stiftede et arkitektfirma i Kristiania (Oslo). Sammen tegnede de en række bygninger og deltog i flere arkitektkonkurrencer. Blandt andet vandt de konkurrencen om et nyt bibliotek i Fredrikstad og en anden vedrørende lægeboliger til de norske distriktslæger. I 1920 fik August Nielsen stillingen som reguleringssjef i Aker, hvorefter Harald Sund mest arbejdede alene. I kraft af sine mange byggerier og restaureringer af kirker omtales han som Nordnorges førende kirke- og kirkerestaureringsarkitekt i 1920'erne og 1930'erne. I sin indberetning til Kirkedepartementet om indvielsen af Rotsund kapel i 1932, skrev biskop Eivind Berggrav begejstret: "Arkitekt Sund har her igen skabt et kirkehus, som gør ham megen ære og kirken stor glæde."

## Øvrigt virke
I sin periode i London giftede Harald Sund sig i 1913 med den engelske maler Renée Emilee Pauline Finch. De var begge aktive i Londons kunstmiljø og medlemmer af The London Group fra stiftelsesåret 1913. Sunds historiske interesse blev vakt på studierejserne, og inspirationen fra klassisk kirkearkitektur fandt vej til hans værker. Fra 1916 var han bestyrelsemedlem i Foreningen til norske Fortidsminnesmerkers Bevaring og han var formand for foreningens Oslo-afdeling fra 1937 til sin død i 1940.

## Udvalgte bygninger
- Fredrikstad bibliotek (1922, fredet)
- Kroer kirke (1925)
- Majorstuen kirke (1926/1933)
- Melbu kirke (1938)
- Rotsund kapel (1932)
- Sigerfjord kirke (1933)
- Skiptvet kirke (1937)
- St. Dominikus kirke og kloster, Oslo (1927)
- Svanvik kapel (1934)
- Svolvær kirke (1934)

## Eksterne links
- Wikimedia Commons har flere filer relateret til Harald Sund
- Arkitekturguide for Nord-Norge og Svalbard. Rotsund kirke (norsk)

- Interiør fra San Giovanni Evangelista. En af Harald Sunds illustrationer til bogen Ravenna. A Study. Billedet blev udstillet på Royal Academy of Arts i 1911.
- Svolvær kirke
- Mariakirken Oslo